# Reaper’s Gale
Reaper’s Gale ist der siebte von zehn Romanen (in der deutschen Übersetzung sind es 19) im High-Fantasy-Zyklus Das Spiel der Götter des kanadischen Autors Steven Erikson. Er wurde erstmals 2007 veröffentlicht. Auf Deutsch wurde der Roman in zwei Bänden unter den Titeln Der goldene Herrscher und Im Sturm des Verderbens publiziert, die in der Übersetzung durch Tim Straetmann 2009 und 2010 bei Goldmann erschienen. Er ist eine direkte Fortsetzung des sechsten Teils The Bonehunters und verweist auf Ereignisse des fünften Romans Midnight Tides.

## Handlung

### Die Herausforderer
Champions aus verschiedenen Kulturen kehren mit der Flotte von Tiste Edur zurück, um Rhulad Sengar, den Kaiser von Letheras, herauszufordern. Unter ihnen sind Icarium mit Taralack Veed, Karsa Orlong mit Samar Dev, eine Seguleh-Frau und ein Mönch aus der Kabale. Icarium beginnt sich seltsam zu verhalten und Taralack Veed beginnt zu zweifeln, dass Icarium Rhulad schlagen kann. Samar Dev glaubt, dass Karsa sterben wird, aber Karsa ist zuversichtlich. Schließlich sterben alle Herausforderer außer Karsa und Icarium. Karsa kämpft gegen Rhulad und durchtrennt Rhulads Schwertarm, dann benutzt er alle seine Geister und die in Samars Messer, um die Macht des Schwertes zu manipulieren und zur Insel des verkrüppelten Gottes zu reisen. Dort schlägt er das Zelt des Verkrüppelten Gottes um, tötet Rhulad endgültig, schlägt Withal und betritt ein Portal, das vage auf sein Haus gerichtet ist, nachdem er sich geweigert hat, das Schwert Rhulads für sich selbst zu nehmen (was anscheinend der Plan des Verkrüppelten Gottes war, seit Karsa Laederon verlassen hatte). Withal und die Naechts zerstören das Schwert.

### Die Triller
Varat Taun warnt Zwielicht, Yan Tovis, davor, was Icarium tun kann, also flieht sie die Küste hinauf. Wir erfahren, dass sie eine Prinzessin des Triller ist. Im Fort der Ersten Jungfrau konfrontiert sie Brullyg, der sich selbst zum König erklärt hat mit ihrem Geburtsrecht als Prinzessin und ruft sich zur rechtmäßigen Königin aus. Totstink macht einige Bemerkungen darüber, dass der Brullyg von den ursprünglichen Tiste Andii Wächtern der Küste abstammt (aber auch Tiste Edur Blut hat).

### Der Ahl'dan Krieg
Rotmaske vereint die Ahl'dan und besiegt zunächst die Letherii-Armee, auf die er trifft, aber schon bald beginnen die Letherii Fortschritte gegen ihn zu machen. Es kommt zu einem großen Zusammenstoß und Rotmaskes zwei K'chain Che'Malle-Wächter, die entscheiden, dass Rotmaske nicht auf Seiten der K'chain Che'Malle steht, führen ihn mitten im Kampf in eine tödliche Falle. Die Letherii gewinnen und die Ahl'dan werden vernichtet. Toc der Jüngere opfert sich selbst, um ein Dutzend Ahl'dan-Kinder zu retten, die von Tool in Sicherheit werden. Der Barghast, der die Schlacht beobachtet hatte, schlachtet die Letherii-Streitkräfte als Rache für Tocs Tod ab.

### In der Zuflucht
Die Zuflucht stirbt. Menandore verbündet sich mit Sheltatha Lore und Sukul Ankhadu, um Scabandaris Finnest zu erobern, aber der schnelle Ben besiegt sie und Igel tötet Sheltatha und Menandore. Sukul entkommt, wird aber dann von den drei T'lan Imass getötet, die Ulshun Pral an sich reißen wollten, sich aber entschieden haben, sich zu opfern, um ihrem Clan bei der Flucht zu helfen. Onrack der Zerbrochene und Trull Sengar verteidigen den Portaleingang. Silchas Ruin, Clip, der Verblichene, Kessel, Udinaas, Seren und Forcht kommen durch. Silchas, Clip und der Verblichene versuchen den Rest zu töten. In dem resultierenden Kampf wird Forcht von Clip getötet, der Verblichene wird von Seren zerstört, Clip wird von Trull besiegt und zieht sich zurück. Der Rest wird verwundet, außer Silchas, der das Finnest nimmt, aber aus Angst vor Kilava keine weiteren Morde mehr begeht, außer dass er Kessel erstochen und einen neuen Azath herstellt. Scabandaris Seele ist im neuen Azath gefangen. Die Überlebenden erholen sich und der schnelle Ben, Igel, Trull und Seren teleportieren sich nach Letheras.

### In Letheras
Die 14. malazanische Armee, die aufgrund der Politik Laeens abtrünnig geworden ist, kommt auf dem Seeweg an. Die vorausgeschickten malazanischen Seesoldaten kommen außerhalb der Hauptstadt an und werden von einer großen Letherri-Armee empfangen. Der sehr mächtige malazanische Magier Schnabel opfert sich, um die Seesoldaten vor einer riesigen Magiewelle zu retten. Die Tiste Edur, die erkennen, dass sie geopfert werden würden, beschließen, in ihr angestammtes Zuhause zurückzukehren. Die 14. Armee stößt mit der Hauptarmee der Letherii zusammen, wodurch die Seesoldaten in die Stadt eindringen und zur Zitadelle vorstoßen können. Fiedlers Gruppe schafft es zum Kolosseum, wo Trull seinen toten Bruder gefunden hat und prompt von Sirryn Kanar erstochen und getötet wird.
Brys Beddict kehrt von den Untoten zurück. Federhexe versucht, ihn zum Todbringenden Schwert ihres neuen Abtrünnigen Kults zu machen, aber der Abtrünnige ertränkt sie. Brys gibt Pinosel und Urkel den Namen des Meeresgottes, damit sie ihn zurückhalten können. Die Jägerin tötet Hannan Mosag. Brys tötet Karos Invictad. Die Rattenfängergilde bezahlt Leute dafür, Tehols Namen zu rufen. Tehol wird durch den Willen des Volkes zum Kaiser erklärt und heiratet Janath.
Icarium versucht, K'ruls Schmieden der Gewirre nachzuahmen, indem er seine Handgelenke aufschlitzt und in eine seiner magischen Konstruktionen geht. Es ist gebrochen und explodiert in einer großen weißen Welle nach außen, die Menschen direkt und indirekt (z. B. durch Trümmer) tötet. Diejenigen, die direkt getötet wurden, scheinen aus ihnen herausgesaugt zu werden. Unter den Betroffenen sind Taralack Veed, Rautos Hivanar und Triban Gnol sterben ebenfalls und Varat Taun ergibt sich.

## Kritik
Publishers Weekly stellt fest, dass „die Fülle von Charakteren, Angriffen und Gegenangriffen, versteckten Plänen und kämpfenden Göttern hauptsächlich ernsthafte Fans von brutalen und komplexen Epen ansprechen werden“ und nennt das Buch „blutig und mürrisch“.

## Ausgaben
- Reaper’s Gale. Bantam Press, 2007, ISBN 978-0-593-04631-9.
  - Der goldene Herrscher. Goldmann, 2009, ISBN 978-3-442-26556-5.
  - Im Sturm des Verderbens. Goldmann, 2010, ISBN 978-3-442-26557-2.